# Georges Papy
Georges Papy (Anderlecht, 4 november 1920 – Brussel, 11 november 2011) was een Belgisch wiskundige en wiskundedidacticus, alsook senator voor de Parti Socialiste Belge. Hij is vooral bekend als pleitbezorger voor de kortstondige en controversiële 'vernieuwing' van het wiskundeonderwijs in de jaren 1960 en 1970. In België lag hij mee aan de basis van de verplichte invoering in september 1968 van het leerplan Moderne Wiskunde (New Maths) in het secundair onderwijs. 

## Levensloop
Tijdens de Tweede Wereldoorlog maakte Papy deel uit van het verzet. Hij gaf onder meer les aan joodse kinderen die opgenomen waren in het kasteel van Bassines in Méan. Na de oorlog behaalde hij in 1945 zijn doctoraat in de wiskunde aan de Université libre de Bruxelles. Hij werd hoogleraar aan deze universiteit.
In 1959 richtte Papy het Centre Belge de Pédagogie de la Mathématique op.  Ook internationaal was Papy heel actief als promotor van de moderne wiskunde. De Papysten waren voornamelijk Franstalig en vrijzinnig.  In de jaren 1960 was Papy een tijd voorzitter van de Commission Internationale pour l’Etude et l’Amélioration de l’Enseignement des Mathématiques (CIEAEM), die hij na diepgaande meningsverschillen in 1970 verliet.
Na het overlijden van Jeanne Beeckman, weduwe van Emile Vandervelde, nam Papy in april 1963 haar plaats in de senaat in tot aan de verkiezingen in mei 1965.
Nadat de rector van de ULB, Henri Janne (1908-1991), in 1963 minister van onderwijs was geworden, vekreeg Papy dat Janne in 1964 de beslissing nam om het hervormde wiskundeprogramma in het secundair onderwijs vanaf 1968 verplicht te maken. In de volgende regering was de vlaming Frans Grootjans minister van onderwijs en verschillende geledingen die niet bepaald Papy-gezind waren, deden een poging om de beslissing van Janne ongedaan te maken, maar op enkele correcties na, lukte dat evenwel niet.
Tussen 1963 en 1967 werden Mathématique moderne 1, 2, 5, 6 en 3 gepubliceerd, maar het vierde deel bleef ongepubliceerd.

## Personalia
Papy was gehuwd met Frédérique Lenger, die bekend is als zijn medewerkster Frédérique Papy.

## Publicaties, in samenwerking met Frédérique Papy
- Modern Mathematics, Macmillan Pub Co, 1969.
- Minicomputer, Ivac, 1970.
- Inleiding tot de categorieën, Belgisch Centrum voor Metodiek van de Wiskunde, 1975.